# Сонячне затемнення 2 серпня 1654 року
Сонячне затемнення 2 серпня 1654 року — повне сонячне затемнення, що спостерігалося в північній півкулі. В Московії в обстановці епідемії чуми, що поширювалася країною в той час, затемнення було сприйнято як погане божественне знамення. Противники патріарха Никона звинуватили його провокуванні гніву Божого своїми церковними реформами. Сонячне затемнення сталося під час битви на річці Шкловці, в якій билися московські і литовські війська.